# Rennellia elliptica
Rennellia elliptica är en måreväxtart som beskrevs av Pieter Willem Korthals. Rennellia elliptica ingår i släktet Rennellia och familjen måreväxter. Inga underarter finns listade i Catalogue of Life.